# Okarobele
Okarobele est un village du Cameroun situé dans la région du Sud et le département de l'Océan, sur la route rurale qui relie Mvengue à Awanda. Il fait partie de la commune de Mvengue.

## Population
En 1966-1967, la population était de 348 habitants, principalement des Ewondo. Lors du recensement de 2005, on y dénombrait 378 personnes.